# Teló

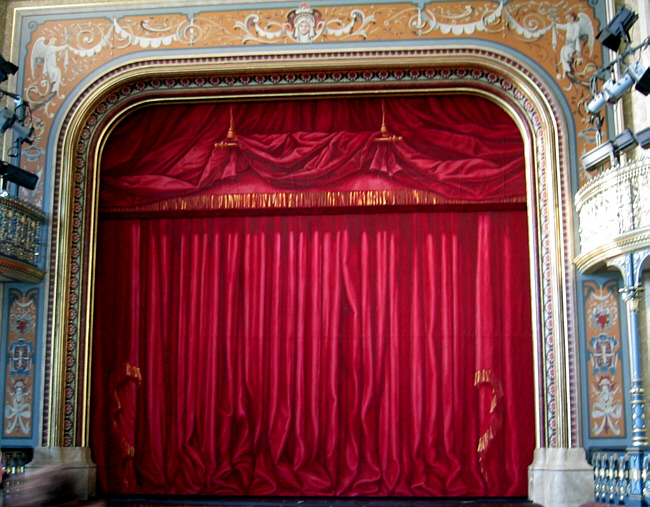
Teló d'un escenari

El teló o cortinassa és la cortina corredissa que, en un teatre, separa l'escenari de la sala i els espectadors. En teatres petits, el teló sovint era compost de dues cortines que s'obren horitzontalment. En els teatres grans, el teló podia ser una sola cortina que s'eleva i resta recollida a dalt de l'escenari (d'ací l'expressió caure el teló o s'abaixa el teló).
Sovint, el teló és un objecte artístic decorat amb passamaneria i brodats. Està fabricat amb teixits molt pesants (generalment, vellut), car una de les seves funcions és la de no deixar passar les remors i les llums de l'escenari durant el canvi d'escena entre un acte i l'altre. La flocadura és la totalitat de flocs (fils o cordons) que pengen com a adorn de la vora d'una cortina.
Darrere del teló tèxtil existeix el teló tallafocs que cau a gillotina sobre l'escenari. Aquest té la funció d'evitar que en cas d'incendi, força comú en el teatre, les flames es propaguin a la sala. Aquest element, format per una tela rígida sovint està pintat i té una funció decorativa.